# Chives
Chives – miejscowość i gmina we Francji, w regionie Nowa Akwitania, w departamencie Charente-Maritime.
Według danych na rok 1990 gminę zamieszkiwały 424 osoby, a gęstość zaludnienia wynosiła 21 osób/km² (wśród 1467 gmin regionu Poitou-Charentes Chives plasuje się na 610. miejscu pod względem liczby ludności, natomiast pod względem powierzchni na miejscu 392.).